# Анисимово (Островский район)
Анисимово — деревня в Бережанской волости Островского района Псковской области.
Расположена в 24 км к юго-западу от центра города Остров и в 4 км к востоку от деревни Дубки.
Численность населения деревни по состоянию на 2000 год составляла 10 человек.
До 3 июня 2010 года деревня входила в состав ныне упразднённой Рубиловской волости с центром в д. Дубки.